# Piotr Praczlewicz
Piotr Jan Praczlewicz (ur. ok. 1647, zm. 21 października 1711) – polski naukowiec, rektor Akademii Krakowskiej.
Rektorem krakowskiej uczelni został po raz pierwszy w roku 1701 zastępując na stanowisku Macieja Psojeckiego, urząd sprawował do 1702. Ponownie był jeszcze rektorem w latach 1704–1706 oraz 1710–1711. Pochowany został Kościele św. Anny w Krakowie.